# Ligier JS11
La Ligier JS11 fu una vettura di Formula 1 costruita dalla scuderia francese Ligier e che prese parte al campionato 1979 e 1980 (in versione evoluta Ligier JS11/15). Progettata da Gérard Ducarouge e Michel Beaujon, l'auto era spinta da un motore Ford Cosworth DFV accoppiato a un cambio Hewland. L'abbandono del motore Matra a 12 cilindri a V consentì alla Ligier di progettare una vettura a effetto suolo che si dimostrò competitiva.

## La vettura
La Ligier JS11 è una vettura progettata da zero per esasperare l'effetto suolo. Il telaio era in lega di alluminio con rinforzi in pannelli di acciaio. Le molle e gli smorzatori delle sospensioni erano montati verticalmente dentro la monoscocca per ottimizzare il flusso d'aria intorno alla vettura e nei canali Venturi. Dopo il ritiro di Matra dalla Formula 1 come fornitore di motori, per la propulsione della JS11 venne scelto il Ford Cosworth DFV. Il nuovo motore, meno ingombrante del precedente Matra, permette di avere più spazio per i condotti Venturi.
Per risolvere il problema dell'eccessiva deportanza, Gérard Ducarouge realizzò un espediente denominato "clapet" ("valvola" in francese), composto da una serie di flaps all'interno dei canali Venturi che si sarebbero aperti al raggiungimento di determinati valori di pressione. Poiché la soluzione costituiva un dispositivo aerodinamico mobile, pertanto vietato dal regolamento, la squadra fece del suo meglio per mantenerne segreta l'esistenza. Alla fine esso fu scoperto dall'illustratore tecnico Giorgio Piola, che fu in grado di fotografarlo durante la gara finale della stagione 1980 a Watkins Glen, quando una delle due vetture veniva riparata dopo un incidente.

## Le stagioni

### 1979

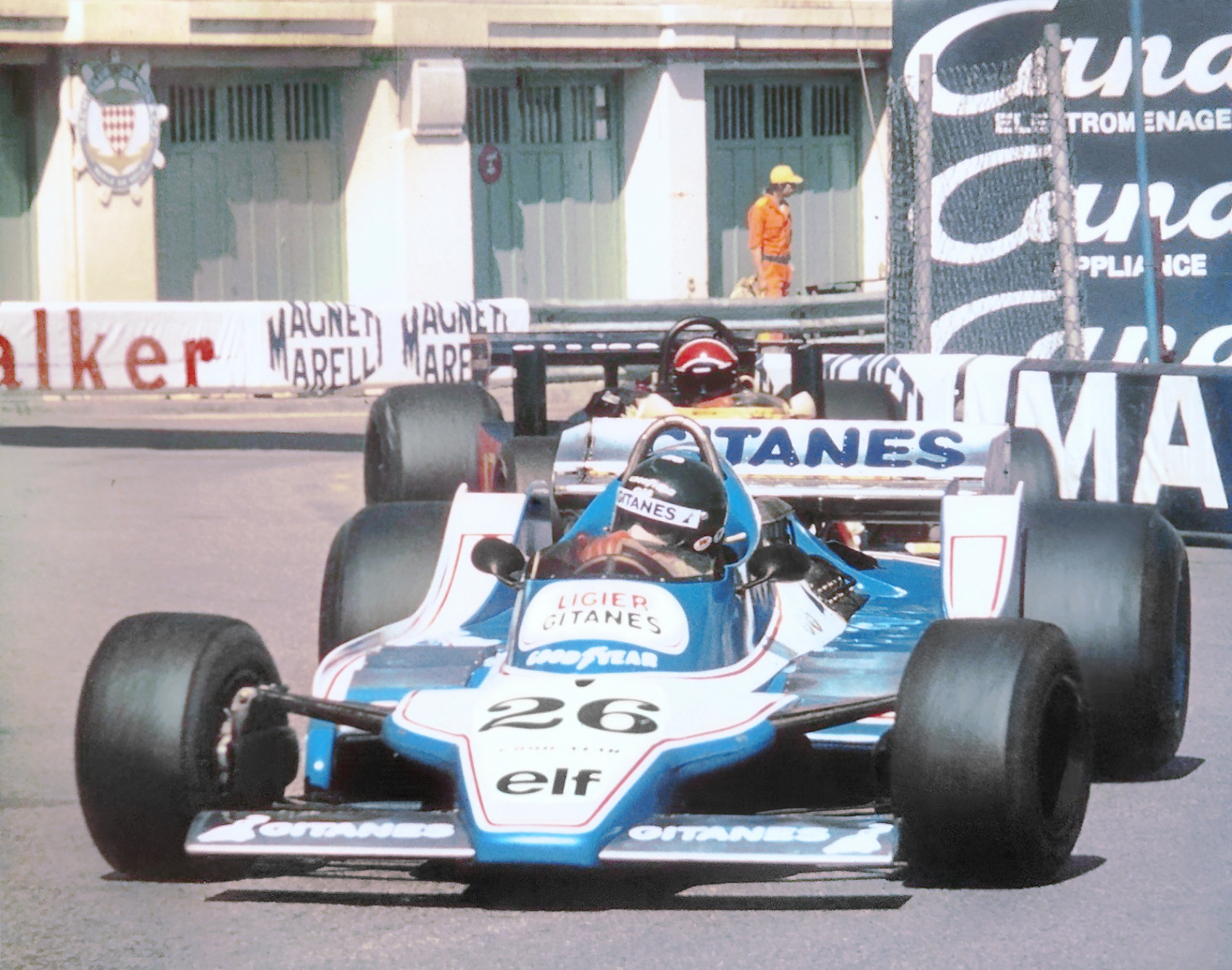
Laffite durante le prove libere del Gran Premio di Monaco 1979

Le prime gare della stagione 1979 videro la JS11 come la vera dominatrice, in pratica fino all'introduzione della Ferrari 312 T4. Con Jacques Laffite vinse le prime due gare (Argentina e Brasile) nelle quali conquistò la pole position e il giro più veloce. In Spagna vinse Patrick Depailler (che conquistò il giro più veloce a Monaco), mentre Laffite conquistò la pole oltre che nella gara iberica anche nella successiva gara in Belgio.
Il resto della stagione fu meno brillante tanto che né Laffite né Depailler poterono lottare per il titolo, quest'ultimo anche a causa di un infortunio col parapendio che gli fece perdere metà stagione. La JS11 produceva un carico aerodinamico talmente elevato da torcere il telaio. Questi movimenti del telaio causavano il distacco delle minigonne dal suolo andando a ridurre notevolmente le forze aerodinamiche generate dai canali Venturi. Depailler venne sostituito dall'allora trentaquattrenne Jacky Ickx, alla sua ultima stagione nel mondiale. Laffitte conquistò ancora tre terzi posti. La scuderia francese chiuse il campionato al terzo posto con 61 punti nella classifica costruttori.
La vettura venne anche utilizzata dalla Michelin per testare i suoi pneumatici.

### 1980

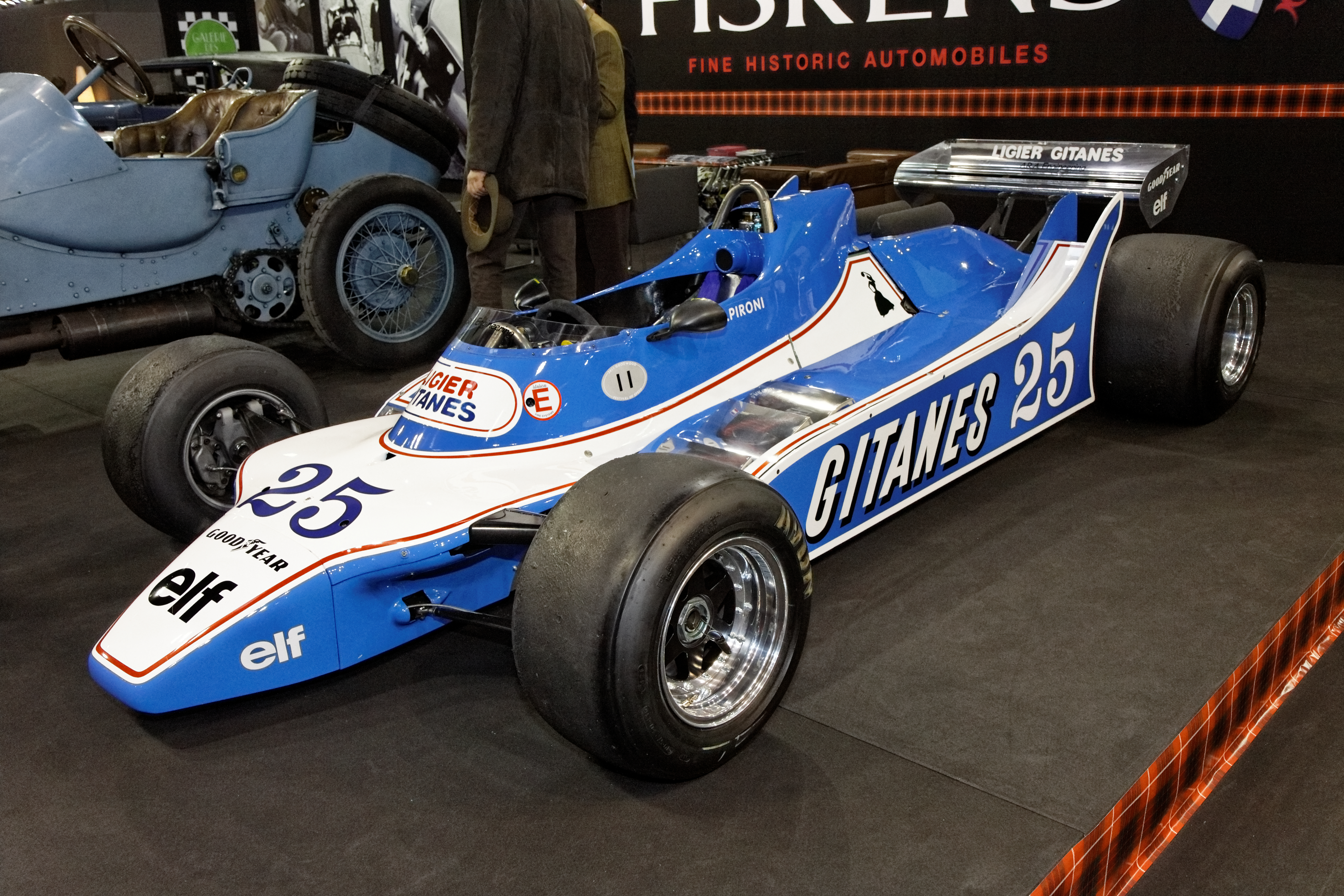
La Ligier JS11/15 di Didier Pironi esposta al salone Retromobile 2012

Per la stagione 1980, la JS11 fu aggiornata a JS11/15 dal punto di vista aerodinamico e ne fu esasperato l'effetto suolo. La squadra ingaggiò Didier Pironi al posto di Depailler. L'automobile era ancora veloce e competitiva, ma la Brabham BT49 e la Williams FW07 risultarono essere le automobili da battere, con Alan Jones che conquistò il campionato del mondo.
Nondimeno, la squadra ottenne ancora due vittorie e certamente avrebbe ottenute più se non fosse stato per i numerosi problemi alle ruote e alle sospensioni a metà stagione. L'automobile era in grado di produrre così tanta deportanza che le sospensioni e i mozzi delle ruote non erano in grado di sopportarla e quindi le rotture da sforzo si moltiplicarono, soprattutto se sommate alle immense forze sviluppate in frenata.
Esemplare fu la gara a Brands Hatch, dove Didier Pironi piombò dalla prima all'ultima posizione a causa del tempo perso ai box per sostituire uno pneumatico che si stava sgonfiando e, risalito in classifica fino alla quinta posizione, fu costretto a ritirarsi definitivamente per un'altra foratura. Questa frustrante situazione costò alla Ligier la possibilità di combattere ad armi pari con Williams e Brabham per entrambi i titoli.

## Risultati in Formula 1
| Anno | Team           | Motore                   | Gomme | Piloti    |   |   |     |     |     |     |     |     |     |     |     |   |     |     |     | Punti | Pos. |
| ---- | -------------- | ------------------------ | ----- | --------- | - | - | --- | --- | --- | --- | --- | --- | --- | --- | --- | - | --- | --- | --- | ----- | ---- |
| 1979 | Ligier Gitanes | Ford Cosworth DFV 3.0 V8 | G     | Depailler | 4 | 2 | Rit | 5   | 1   | Rit | 5   |     |     |     |     |   |     |     |     | 61    | 3º   |
| 1979 | Ligier Gitanes | Ford Cosworth DFV 3.0 V8 | G     | Ickx      |   |   |     |     |     |     |     | Rit | 6   | Rit | Rit | 5 | Rit | Rit | Rit | 61    | 3º   |
| 1979 | Ligier Gitanes | Ford Cosworth DFV 3.0 V8 | G     | Laffite   | 1 | 1 | Rit | Rit | Rit | 2   | Rit | 8   | Rit | 3   | 3   | 3 | Rit | Rit | Rit | 61    | 3º   |

| Anno | Team                  | Motore                   | Gomme | Piloti  |     |     |   |     |    |     |   |     |     |     |     |   |   |   | Punti | Pos. |
| ---- | --------------------- | ------------------------ | ----- | ------- | --- | --- | - | --- | -- | --- | - | --- | --- | --- | --- | - | - | - | ----- | ---- |
| 1980 | Équipe Ligier Gitanes | Ford Cosworth DFV 3.0 V8 | G     | Pironi  | Rit | 4   | 3 | 6   | 1  | Rit | 2 | Rit | Rit | Rit | Rit | 6 | 3 | 3 | 66    | 2º   |
| 1980 | Équipe Ligier Gitanes | Ford Cosworth DFV 3.0 V8 | G     | Laffite | Rit | Rit | 2 | Rit | 11 | 2   | 3 | Rit | 1   | 4   | 3   | 9 | 8 | 5 | 66    | 2º   |

| Legenda | 1º posto     | 2º posto | 3º posto    | A punti         | Senza punti/Non class.  | Grassetto – Pole position Corsivo – Giro più veloce |
| Legenda | Squalificato | Ritirato | Non partito | Non qualificato | Solo prove/Terzo pilota | Grassetto – Pole position Corsivo – Giro più veloce |

## Nei media
La JS11 faceva la sua apparizione nella serie animata di culto degli anni '80 Transformers come Autobot Mirage. Il giocattolo originale, ideato in Giappone, era chiamato Ri-jie, traslitterazione in caratteri nipponici del francese Ligier. Per questioni di diritti non concessi da parte della casa produttrice di tabacchi Gitanes, la scritta dello sponsor sulla carrozzeria di tale modellino giocattolo figurava storpiata in “Citanes”.